# Shokichi Sato
Shokichi Sato (佐藤 昌吉 Sato Shokichi?), född 9 april 1971 i Aomori prefektur, är en japansk före detta fotbollsspelare.
Sato började sin karriär 1990 i NKK. 1991 blev han utlånad till Sheffield United FC. Han gick tillbaka till NKK 1992. 1994 flyttade han till Kyoto Purple Sanga. Efter Kyoto Purple Sanga spelade han för Omiya Ardija. Han avslutade karriären 1999.